# Крамерс, Мартина
Мартина Крамерс (нидерл. Martina Kramers, 24 июня 1863, Veur — 15 октября 1934, Апелдорн, Гелдерланд) — нидерландская суфражистка, лидер Международного совета женщин и Международного альянса за избирательное право женщин, а также национального феминистского движения в Нидерландах. Крамерс была активным оратором, писательницей и организатором конференций по поддерживаемым ей темам.

## Ранние годы
Мартина Гезина Крамерс родилась в Вере 6 июня 1863 года. Её отец был главой протестантской школы-интерната, и в результате воспитания в образовательной среде Крамерс в детстве выучила несколько языков. Мать Крамерс умерла в 1874 году. В 15 лет Крамерс начала учиться в школе подготовки учителей в Арнеме. После завершения программы она вернулась в Роттердам, где продолжила жить со своей семьёй.

## Суфражистка и деятельница общественного движения
Участие Крамерс в движении за права женщин в Нидерландах началось, когда она присоединилась к женской организации Vereeniging voor Vrouwenkiesrecht в 1894 году. Вместе с Мари Рутгерс-Хойтсема она основала Общество защиты интересов женщин в 1895 году. Крамерс перевела книгу Фрэнсис Суини «Пробуждение женщин, или роль женщины в эволюции» на голландский язык.
В 1898 году Крамерс помогла организовать крупную публичную Национальную выставку женского труда в Гааге. В том же году Крамерс успешно выступила за создание Голландского национального совета женщин, вдохновившись лекцией, прочитанной Мэй Райт Сьюэлл на выставке:216. С 1899 по 1909 год Крамерс была членом правления Международного совета женщин:xix. Она занимала должность секретаря Международного союза избирательного права женщин (IWSA) с 1906 по 1911 год и была первым редактором журнала организации Jus Suffragii с 1904 по 1913 год. Она прочитала несколько лекций в качестве представителя IWSA в Новом университете в Бельгии, что привело к созданию Бельгийской федерации избирательного права женщин в 1913 году.
Крамерс стала членом Социал-демократической рабочей партии в 1911 году. В 1913 году президент IWSA Кэрри Чапмен Кэтт попросила Крамерс отказаться от должности редактора журнала из-за её предполагаемой социалистической политики и её противоречивых отношений с женатым мужчиной:40.
В дополнение к своей суфражистской работе Крамерс также принимала активное участие в голландском неомальтузианском движении, продвигая просвещение населения в сфере контроля над рождаемостью. В 1910 году Крамерс вела протоколы, переводила документы конференции и выступала в качестве переводчика на конференции Голландской неомальтузианской лиги, проходившей в Гааге, на которой присутствовали активисты и политические лидеры, включая Самюэля ван Хаутена, Алетту Якобс и Элис Викери. Несколько её писем и статей были опубликованы в журнале Маргарет Сэнгер Birth Control Review.

## Последующие годы
В 1918 году Крамерс переехала в Апелдорн и переключила своё внимание на социал-демократическую политику. В 1923 году Крамерс была избрана в городской совет Апелдорна. Мартина Крамерс была эсперантисткой, давала уроки языка интересующимся молодым людям.
Крамерс умерла 15 октября 1934 года в Апелдорне.